# Кручик
Кру́чик — село у Богодухівській міській громаді Богодухівського району Харківської області України. Поштове відділення: Павлівське.

## Географія
Село Кручик розташоване на обох берегах річки Мерла (в основному на лівому березі). Є міст. На відстані ~ 2 км знаходяться залізничні станції Гути і 168 км. Нижче за течією примикає селище Гути, вище — село Павлівка. Село оточене великим лісовим масивом (дуб, сосна). Поруч проходить автомобільна дорога Р46.

## Історія

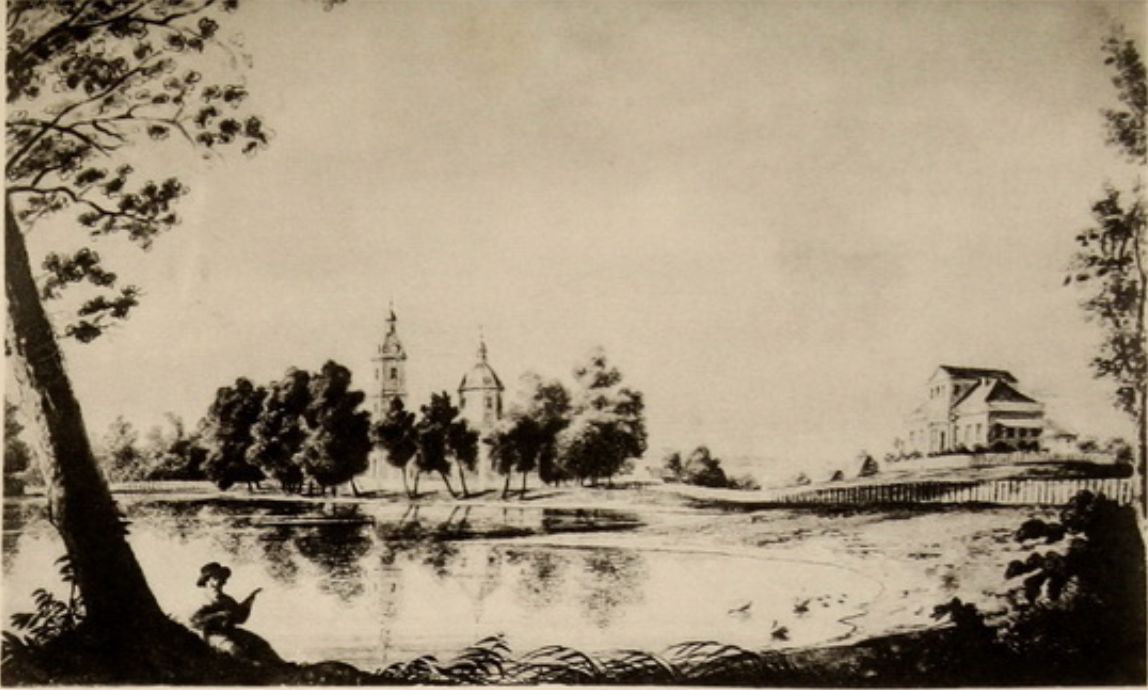
Вигляд села кручик до 1910 року

У 1770 р. Катерина II подарувала Назару Олександровичу Каразіну у вічне і спадкове володіння село Кручик і село Основинці. Вийшовши у відставку в чині полковника, Н. Каразін оселився в нових володіннях. Незабаром тут народилися його сини — Василь та Іван.

Більшу частину свого життя провів у рідному селі відомий просвітник і дослідник В. Н. Каразін: освоював і виводив нові сорти вівса і пшениці, вивчав вплив лісопосадок на клімат, винаходив сільськогосподарські машини, вів метеорологічні спостереження, у великій лабораторії проводив хімічні досліди, цікавився проблемами бальзамування і створення штучних алмазів, шовківництвом та фармацевтикою. Звідси В. Н. Каразін звертався до уряду з пропозиціями політичної й соціальної перебудови Росії. Не знайшовши підтримки у столиці, він втілював задумане у своєму маєтку. В. Н. Каразін регламентував обов'язки селян, заохочував сільське самоврядування, заснував першу на Слобожанщині школу для дітей кріпаків.

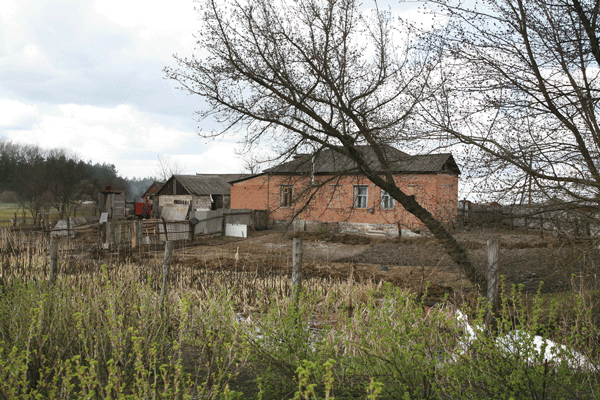
На цьому місці знаходився будинок Каразіних

Останні роки життя науковця були затьмарені поліційним наглядом, фінансовими труднощами, занепокоєнням про долю дорослих вже дітей. Останнім ударом стала пожежа в Кручику, що знищила будинок і унікальну бібліотеку, що налічувала близько 5 тисяч томів. Незабаром, в 1842 р., по дорозі з Миколаєва, В. Н. Каразін помер.
У Кручику не залишилося старовинних споруд. Але у дворі місцевої школи, у невеликому одноповерховому будиночку можна ознайомитися з експозицією створеного силами вчителів і школярів музею, що розповідає про старовинний побут селян, про В. Н. Каразіна, про сьогоднішній день села.
Під час організованого радянською владою Голодомору 1932—1933 років померло щонайменше 238 жителів села.
У 2003 р. перед будівлею школи було встановлено бюст В. Н. Каразіна роботи скульптора А. В. Іванової та архітекторів О. Г. Гур'єва і В. В. Тищенко.
12 червня 2020 року, відповідно до розпорядження Кабінету Міністрів України № 725-р «Про визначення адміністративних центрів та затвердження територій територіальних громад Харківської області», село увійшло до Богодухівської міської громади.
19 липня 2020 року, в результаті адміністративно-територіальної реформи та ліквідації Богодухівського району (1923—2020), село увійшло до складу новоутвореного Богодухівського району Харківської області.

## Кручанська школа
Історія заснування Кручанської школи пов'язана з ім'ям видатного просвітника Василя Назаровича Каразіна. У 1806 році він вирішив побудувати в селі Кручик особливе приміщення — школу. Це була не тільки перша школа для кріпаків, але й перша народна школа на Східній Україні.
У школі була одна класна кімната розміром 6х8x2; праворуч, недалеко від вхідних дверей, стояла піч. У кімнаті було 4 великих вікна і 2 дверей. Першими учнями були 6-8 хлопчиків. Усі учні сиділи разом і навчались від першого до третього класу. Для вчителювання були запрошені місцевий священник і найнятий на кошти селян учитель.
Церковний і громадський катехізиси склав для навчального закладу В. Каразін. У школі учням викладали російське читання, чистописання, Закон божий, арифметику і хоровий спів. Навчальний рік тривав від Покрови, 14 жовтня, до Пасхи. Учні не ходили в школу лише у неділю і на свята.
У 1910 році було побудоване нове приміщення школи, заняття проводили вже 3 вчителі.
У 1930 році у школі було відкрито 4-й клас, а у 1934–1935 роках відкрився 5-й клас. У 1936 році був перший випуск 7-го класу Кручанської семирічної школи.
У 1940 році у 7 класі навчалося 38 учнів. 14 жовтня 1941 року в село вступило нацистське військо. Приміщення школи стало стайнею для коней. Навчання в школі відновили в січні 1942 року.
У 1955 році у школі навчалося вже 280 учнів, а у 1967 році розпочинаються навчальні заняття у новому приміщенні на 195 місць, збудованому в центрі села колгоспом — мільйонером «Шлях Леніна».
У 1990 році неповна середня школа у селі Кручик була реорганізована в середню загальноосвітню. Станом на 2004 рік тут навчалося 117 учнів. Педколектив — 18 осіб. В школі працює 9 гуртків, у тому числі «Юні Каразінці», «Декоративно-прикладне мистецтво», «Захисник Вітчизни».

## Відомі люди

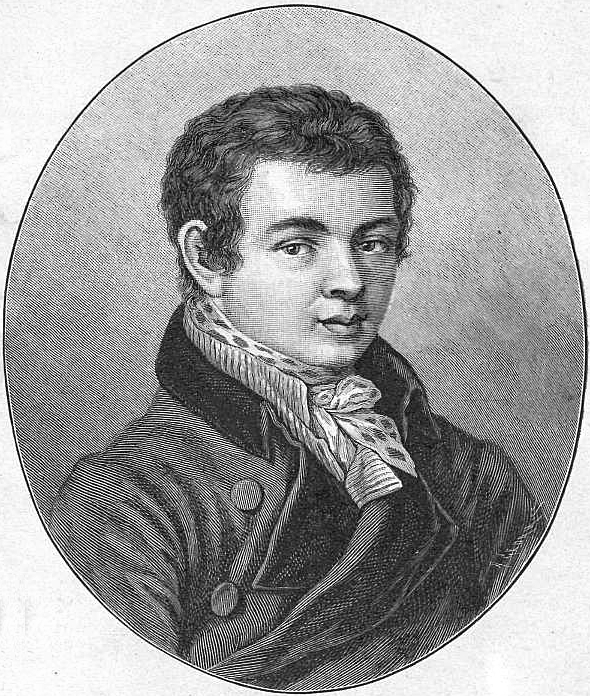
Василь Каразін

- Каразін Василь Назарович (1773—1842) — український вчений, винахідник, громадський діяч. Засновник першого у східній Україні Харківського університету (1805), ініціатор створення одного з перших у Європі Міністерства народної освіти, автор ліберальних проєктів реформування державного устрою і народного господарства. Праці з агрономії, конструювання сільськогосподарських машин. Зробив численні відкриття в галузі органічної і неорганічної хімії, першим запропонував створення мережі метеорологічних станцій по всій державі.
- Ножка Степан Захарович (1915—1984) — Герой Радянського Союзу.

## Галерея

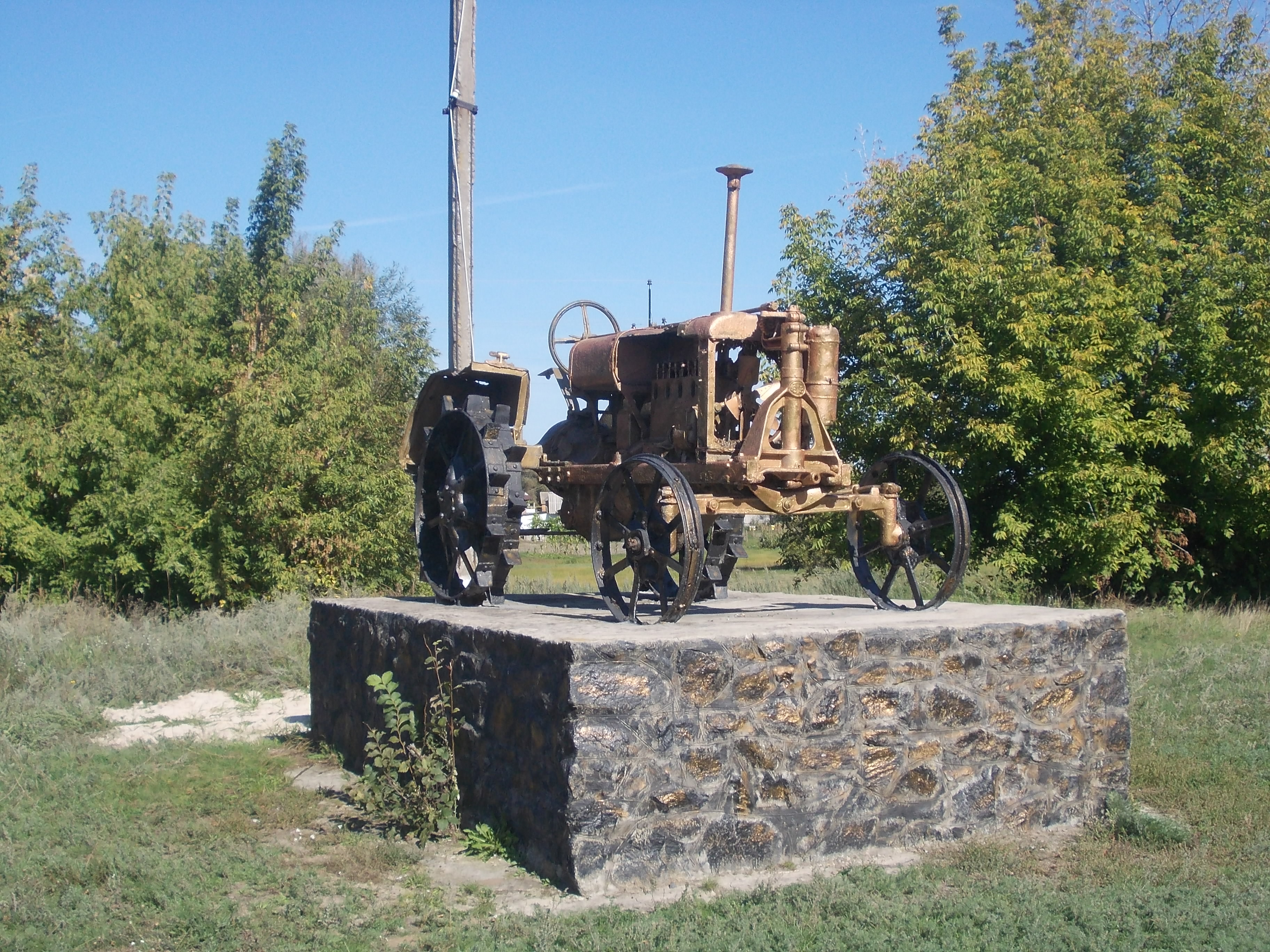
Пам'ятний знак на честь Майстерної Г. К. (трактор ВТЗ №37-02, на якому працювала Майстерна Г. К.)
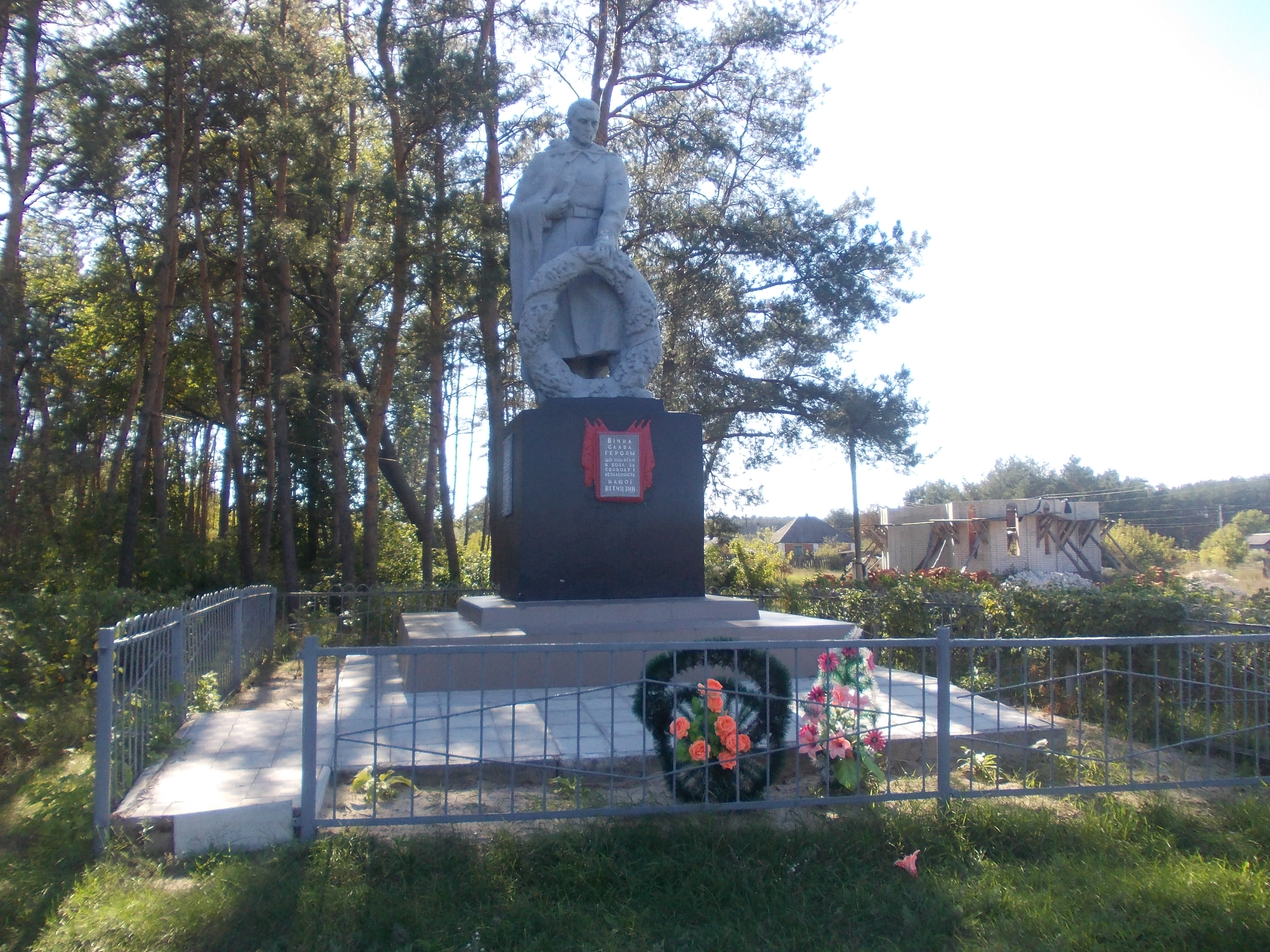
Братська могила радянських воїнів і пам'ятний знак воїнам-односельцям. Поховано 19 воїнів